# Adobe Lightroom Classic CC
Adobe Lightroom Classic CC (anciennement Adobe Lightroom ou Adobe Photoshop Lightroom) est un logiciel développé par Adobe Systems pour macOS et Microsoft Windows, créé pour assister les photographes professionnels en post-production. Il permet de gérer les flux de productions photographiques de l'importation des données depuis un périphérique jusqu'à la publication. Il remplace ainsi le logiciel Photoshop pour 80 % des tâches courantes des photographes[réf. nécessaire].
Le développement de Lightroom a commencé au début de l'année 2002 sous le nom de Shadowland. Un aspect de cette implémentation est qu'environ 40 % de l'application est écrit en langage script Lua. Un tournant a été pris en juin 2006 lorsque Adobe a racheté le logiciel de développement RAW Rawshooter de la société Pixmantec et a intégré ses technologies dans Lightroom. Les utilisateurs enregistrés de Rawshooter ont bénéficié gratuitement d'une copie de Lightroom. Lightroom Classic utilise un système de catalogue traditionnel, dans lequel les images sont stockées localement sur votre ordinateur et gérées dans le fichier de catalogue du logiciel.

## Étapes de travail et caractéristiques
Lightroom est composé de plusieurs modules, organisant le travail en plusieurs étapes :
- Bibliothèque : visionneuse d'images et indexation des images ;
- Développement : développement non destructif et édition de fichiers RAW, DNG, psd, TIFF, JPEG ;
- Cartes : repérage GPS des prises de vue sur une carte Google Maps (coordonnées intégrées à la prise de vue ou métadonnées ajoutées en post-production) ;
- Livres : mise en page guidée (modèles prédéfinis) ou libre, édition en ligne via un éditeur commercial de livres photo, exportation au format PDF ;
- Diaporama : outils de réglage et d'exportation ;
- Impression : nombreux modèles prédéfinis ou paramétrage libre ;
- Web : création de galeries et mise en ligne sur site internet.

## Historique des versions
- Le 9 janvier 2006, la première version (bêta 1) est disponible (seulement aux utilisateurs Mac dans un premier temps).
- Le 29 juillet 2008, la version 2 est disponible.
- Le 8 juin 2010, la version 3 est disponible.
- Le 6 mars 2012, la version 4 est disponible.
- Juin 2013, la version 5 est disponible.
- Avril 2015, la version 6 est disponible. Pour cette version, le logiciel est distribué sous deux formes : « boite » et « CC » (pour « Creative Cloud »)[4]. Leur numérotation suit le même rythme, la version boite 6.2 correspond à la version CC 2015.2, et la 6.3 correspond à la 2015.3, etc. En plus de leurs différences dans leurs versions originales[5] (présence de Photoshop ou Lightroom Mobile dans CC, par exemple), les nouvelles fonctionnalités incluses dans la version CC ne sont pas toutes disponibles dans la version boite. Par exemple, la suppression de « brume » (aussi appelé « dehaze ») apportée par le patch de la version 2015.1 n'existe pas dans la version boite 6.1 ou les suivantes.
- Octobre 2017, la version 7 est disponible. Pour cette version, Adobe ne publie plus de version « boite » mais propose désormais Lightroom sous la forme d'abonnement. Le logiciel est renommé, Lightroom CC devient « Lightroom Classic CC ». Une version web avec des options limitées et également avec abonnement prend le nom de « Lightroom CC ».
- Octobre 2018, la version 8 est disponible.
- Novembre 2019, la version 9 est disponible.
- Octobre 2020, la version 10 est disponible.
- Octobre 2021, la version 11 est disponible.
- Octobre 2023, la version 13 est disponible.

## Intelligence Artificielle
À partir du 26 octobre 2021, deux options de sélections pilotés par le moteur d'intelligence artificielle Adobe Sensei sont ajoutés : Select Subject et Select Sky. Ces options, d'un simple clic, permettent de créer automatiquement un masque précis du sujet qui peut-être un objet, un animal ou un être humain.
Pour l'ingénieur en chef d'Adobe, Josh Bury, c'est historiquement la plus grande amélioration de Lightroom depuis la sortie de Lightroom 2.
À partir d'avril 2023, une option pour permettre la suppression du bruit appelée : Réduire le Bruit est ajouté au moteur d'intelligence artificielle Sensei

## Critique concernant l'exploitation des données œuvres créées, modifiées ou transmises
Le 5 juin 2024, les conditions d'utilisation sont remaniées et explicitent une évolution de février 2024 pour autoriser Adobe à exploiter par des moyens manuels ou automatiques tout texte, information, communication, contenus vidéo et audio, documents et images qui lui sont envoyés ou traités avec ses logiciels. Cette exploitation est autorisée par défaut pour les comptes non professionnels. Elle permet entre autres l'exploitation pour l'apprentissage par une intelligence artificielle.

## Solutions libres
Le logiciel darktable, disponible pour Linux, Mac et Windows, est très proche de Lightroom. Une autre solution est Rawtherapee disponible pour Linux, Mac et Windows. digiKam est un autre gestionnaire d'images également disponible pour Linux, Mac, Windows.